# Fin
Fin és una pel·lícula espanyola de suspens de 2012 dirigida per Jorge Torregrossa i escrita per Sergio G. Sánchez i Jorge Guerricaechevarría. El film està produït per Antena 3 i l'estrena va ser el 23 de novembre de 2012.
La pel·lícula està basada en la novel·la homònima de David Monteagudo. Va ser doblada en valencià.

## Sinopsi
Un grup de vells amics es reuneixen, després de molt de temps, per a passar el cap de setmana en una casa en la muntanya. Malgrat els anys res ha canviat entre ells; no obstant això, els seus respectius passats continuen turmentant-los.
De sobte succeeix un estrany incident que altera els seus plans i els deixa incomunicats amb el món exterior. Quan van a la recerca d'ajuda, descobreixen que estan pràcticament sols i el grup comença a desaparèixer com si s'establís un nou ordre natural.

## Repartiment
- Miquel Fernández - Sergio.
- Antonio Garrido - Rafa.
- Daniel Grao - Félix.
- Clara Lago - Eva.
- Eugenio Mira - Ángel "El Profeta".
- Blanca Romero - Cova.
- Carmen Ruiz - Sara.
- Andrés Velencoso[3] - Hugo.
- Maribel Verdú - Maribel.

## Premis i nominacions
Neox Fan Awards 2013
| CCategoria              | Persona           | Resultat   |
| ----------------------- | ----------------- | ---------- |
| Millor pel·lícula       | Millor pel·lícula | Nominada   |
| Millor actriu de cinema | Clara Lago        | Guanyadora |

XXVII Premis Goya
| Categoria           | Persona                                      | Resultat |
| ------------------- | -------------------------------------------- | -------- |
| Millor guió adaptat | Jorge Guerricaechevarría i Sergio G. Sánchez | Nominat  |

Medalles del Cercle d'Escriptors Cinematogràfics
| Categoria           | Persona                                      | Resultat |
| ------------------- | -------------------------------------------- | -------- |
| Millor guió adaptat | Jorge Guerricaechevarría i Sergio G. Sánchez | Nominat  |